# Casimiro I di Cuiavia
Casimiro I di Cuiavia (1211 – 14 dicembre 1267) fu duca di Cuiavia dal 1233, Signore di Ląd dal 1239 al 1261, Signore di Wyszogród dal 1242, duca di Sieradz dal 1247 al 1261, di Łęczyca dal 1247 e di Dobrzyń nad Wisłą dall'anno seguente.

## La vita fra le battaglie
Casimiro era il secondogenito di Corrado I di Masovia e di Agafia di Rus, a sua volta figlia del principe russo Sviastoslav e dovette probabilmente il proprio nome al nonno Casimiro II di Polonia.
Casimiro ricevette la Cuiavia dal padre nel 1233 e nel 1239 allargò i propri domini grazie alla signoria di Ląd che gli venne in dote dalla seconda moglie, negli anni seguenti egli appoggiò il padre nelle turbolenze politiche che accompagnarono quella parte del suo regno guadagnandosi nel 1242 la signoria di Wyszogród che strappò ai signori di Danzica.
Suo padre Corrado morì il 31 agosto 1247 e come da sue volontà buona parte della Masovia andò al primogenito Boleslao I di Masovia (1208-25 febbraio 1248 circa) mentre al suo figlio più giovane Siemowit I di Masovia toccarono le terre di Sieradz-Łęczyca. Insoddisfatto di com'era stata ripartita l'eredità Casimiro attaccò i propri fratelli, che erano a Płock per i funerali del padre, e riuscì a prendersi le terre di Siemowit.
Lo scenario geopolitico della Masovia era destinato a cambiare ancora, l'improvvisa morte di Boleslao occorsa solo pochi mesi dopo il padre cambiò le cose, egli infatti lasciò tutti i possedimenti al fratello più piccolo Siemowit poiché moriva senza lasciare figli. Casimiro fu abile nell'approfittarsi della situazione e approfittando della confusione seguente alla morte del fratello prese le terre attorno a Dobrzyń.
Durante il decennio del 1250 Casimiro fu occupato a cristianizzare le tribù del popolo degli Yotvingian e stabilire con loro relazioni d'amicizia, tuttavia i suoi propositi non incontrarono l'approvazione dell'Ordine teutonico che dalla loro parte vantavano l'appoggio papale. Dopo questo fallimento Casimiro puntò la propria attenzione altrove e nell'intento di rendere più sicuri i propri confini si appellò ai Cavalieri templari che avevano una sede a Łuków e solo nel 1263 Casimiro ristabilì relazioni pacifiche con i cavalieri teutonici. Nel mentre Casimiro doveva fronteggiare altri problemi interni, nel 1258 Boleslao il Pio si alleò con Wratislaw III, duca di Pomerania (1210 circa-17 maggio 1264) per riottenere la signoria di Kujawy che era stata ottenuta, a loro parere, illecitamente da Casimiro. La spedizione militare fu un mezzo successo così nell'anno seguente i due formarono una coalizione più grande con Boleslao V di Polonia, Danilo di Galizia e Siemowit. Questa volta fu un successo e il 29 novembre 1259 Casimiro fu forzato a rendere Ląd a Boleslao il pio. Casimiro però non cedette e per questo venne nuovamente attaccato nel 1261, qui, approfittando della sua posizione difficile il suo primogenito Leszek chiese al padre di dargli le terre che gli spettavano portando come scusa il fatto che la sua matrigna stava tramando per ottenere maggiori terre per i propri figli. Alla fine Casimiro fu costretto a rendere Ląd e a cedere il ducato di Sieradz al figlio.
Casimiro morì il 14 dicembre 1267 e fu sepolto nella cattedrale di Włocławek.

## Matrimonio e figli
Fra il 1230 e il 1231 Casimiro sposò Hedwig (fra il 1218 e il 1220-dopo l'8 gennaio 1234), probabilmente una delle figlie di Ladislao Odonic, i due non ebbero figli.
Nel 1239 Casimiro si risposò con Costanza di Breslavia, figlia di Enrico II il Pio che gli portò in dote la tanto contesa signoria di Ląd. Insieme i due ebbero:
- Leszek II di Polonia
- Ziemomysł di Cuiavia (1245 circa-fra ottobre e 24 dicembre 1245).

Nel 1257 Casimiro si sposò una terza volta con Eufrosina di Opole, figlia di Casimiro I di Opole, in dote ella ricevette il distretto di Ruda, ma la rapida azione di Przemysł I della Grande Polonia non portò mai tali terre nelle mani della Masovia. I due insieme ebbero quattro figli:
- Ladislao I di Polonia
- Casimiro II di Łęczyca
- Siemowit di Dobrzyń (fra il 1262 e il 1267-1312)
- Eufemia di Cuiavia

## Ascendenza
|                         |                    |                      | Genitori              |  |  | Nonni |  |  | Bisnonni                |  |  | Trisnonni                  |  |
|                         |                    |                      |                       |  |  |       |  |  | Boleslao III di Polonia |  |  | Ladislao Herman di Polonia |  |
|                         |                    |                      |                       |  |  |       |  |  | Boleslao III di Polonia |  |  | Ladislao Herman di Polonia |  |
|                         |                    | Giuditta di Boemia   |                       |  |  |       |  |  | Boleslao III di Polonia |  |  |                            |  |
| Casimiro II di Polonia  |                    |                      |                       |  |  |       |  |  | Boleslao III di Polonia |  |  |                            |  |
|                         |                    | Salomea di Berg      | Elena di Berg         |  |  |       |  |  |                         |  |  |                            |  |
|                         |                    | Salomea di Berg      | Elena di Berg         |  |  |       |  |  |                         |  |  |                            |  |
|                         |                    | Salomea di Berg      | Adelaida di Mochental |  |  |       |  |  |                         |  |  |                            |  |
| Corrado I di Masovia    |                    | Salomea di Berg      |                       |  |  |       |  |  |                         |  |  |                            |  |
|                         |                    | Corrado II Znojemský | Litold Znojemský      |  |  |       |  |  |                         |  |  |                            |  |
|                         |                    | Corrado II Znojemský | Litold Znojemský      |  |  |       |  |  |                         |  |  |                            |  |
|                         |                    | Corrado II Znojemský | Ida di Babenberg      |  |  |       |  |  |                         |  |  |                            |  |
| Helena Znojemská        |                    | Corrado II Znojemský |                       |  |  |       |  |  |                         |  |  |                            |  |
|                         |                    | Maria di Rascia      | Uroš I di Rascia      |  |  |       |  |  |                         |  |  |                            |  |
|                         |                    | Maria di Rascia      | Uroš I di Rascia      |  |  |       |  |  |                         |  |  |                            |  |
|                         |                    | Maria di Rascia      | Anna Diogene          |  |  |       |  |  |                         |  |  |                            |  |
| Casimiro I di Cuiavia   |                    | Maria di Rascia      |                       |  |  |       |  |  |                         |  |  |                            |  |
|                         | Igor' Svjatoslavič | Svjatoslav Olgovič   |                       |  |  |       |  |  |                         |  |  |                            |  |
|                         | Igor' Svjatoslavič | Svjatoslav Olgovič   |                       |  |  |       |  |  |                         |  |  |                            |  |
|                         | Igor' Svjatoslavič | Anna o Caterina      |                       |  |  |       |  |  |                         |  |  |                            |  |
| Svjatoslav III Igorevič | Igor' Svjatoslavič |                      |                       |  |  |       |  |  |                         |  |  |                            |  |
|                         |                    | Eufrosina di Galizia | Jaroslav Osmomysl     |  |  |       |  |  |                         |  |  |                            |  |
|                         |                    | Eufrosina di Galizia | Jaroslav Osmomysl     |  |  |       |  |  |                         |  |  |                            |  |
|                         |                    | Eufrosina di Galizia | Olga di Suzdal        |  |  |       |  |  |                         |  |  |                            |  |
| Agafia di Rus           |                    | Eufrosina di Galizia |                       |  |  |       |  |  |                         |  |  |                            |  |
|                         |                    | Rurik Rostislavič    | Rostislav I di Kiev   |  |  |       |  |  |                         |  |  |                            |  |
|                         |                    | Rurik Rostislavič    | Rostislav I di Kiev   |  |  |       |  |  |                         |  |  |                            |  |
|                         |                    | Rurik Rostislavič    | …                     |  |  |       |  |  |                         |  |  |                            |  |
| Jaroslava di Kiev       |                    | Rurik Rostislavič    |                       |  |  |       |  |  |                         |  |  |                            |  |
|                         |                    | Anna di Turov        | Georgij di Turov      |  |  |       |  |  |                         |  |  |                            |  |
|                         |                    | Anna di Turov        | Georgij di Turov      |  |  |       |  |  |                         |  |  |                            |  |
|                         |                    | Anna di Turov        | Anna di Hrodna        |  |  |       |  |  |                         |  |  |                            |  |
|                         |                    | Anna di Turov        |                       |  |  |       |  |  |                         |  |  |                            |  |